# Tarkastad
Tarkastad è un centro abitato del Sudafrica, situato nella provincia del Capo Orientale. 
Gli è stato dedicato l'asteroide 1360 Tarka.